# Enea e il dio Tiberino
Enea e il dio Tiberino è un'incisione ad acquaforte di Bartolomeo Pinelli. Fa parte di una serie di incisioni rappresentanti vari episodi dell'Eneide.  
L'opera in questione si basa su un passo dell'ottavo libro del poema virgiliano, con Tiberino, ovvero il dio-fiume del Tevere, che appare in sogno a Enea per esortarlo a risalire la corrente: il capo troiano verrà quindi accolto con benevolenza da Evandro, re di Pallanteo. 